# Radiónica

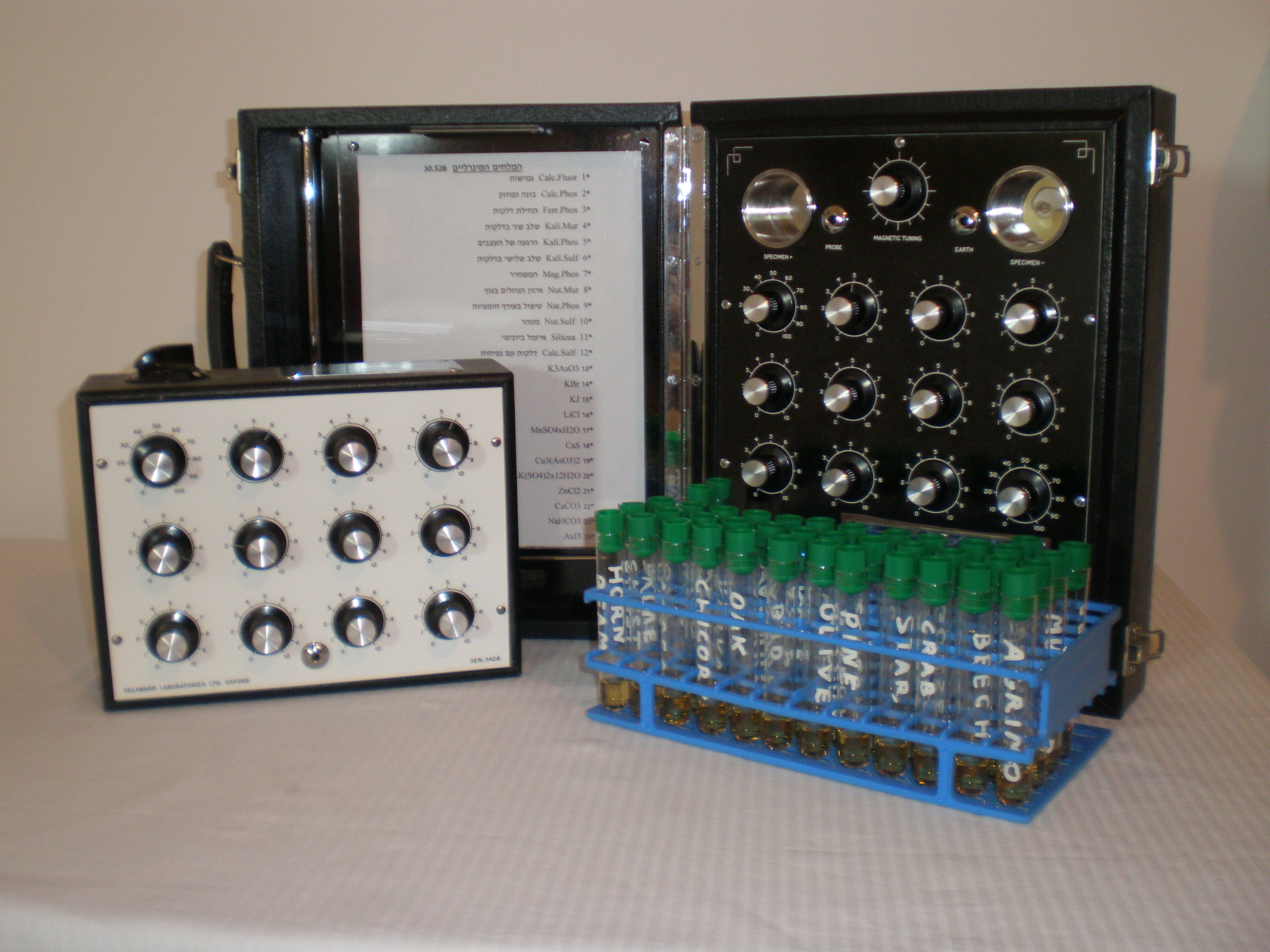
Instrumentos radiónicos.

La radiónica es una medicina alternativa que afirma que las enfermedades pueden ser diagnosticadas y tratadas con una clase de energía similar a las ondas de radio. Se originó a inicios de los años 1900 con Albert Abrams (1864-1924), quien se hizo millonario alquilando máquinas radiónicas que diseñó el mismo La radiónica contradice algunos principios de la física y la biología y es por tanto una pseudociencia. La Food and Drug Administration de los Estados Unidos no reconoce ningún uso médico legítimo para estos aparatos.

## Descripción
Según los practicantes de la radiónica, una persona sana tendrá ciertas frecuencias de energía moviéndose a través de su cuerpo que determinarán su salud. Por el contrario, una persona enferma presentará otras frecuencias diferentes que determinarán la aparición de una enfermedad. Los dispositivos radiónicos pretenden diagnosticar y curar aplicando las frecuencias apropiadas para contrarrestar las frecuencias discordantes. La radiónica no usa el término frecuencia con su significado normal, sino para describir un supuesto tipo de energía que no se corresponde con ninguna propiedad de la energía tal y como se describe científicamente.
En la variante de la radiónica popularizada por Albert Abrams, se coloca una muestra de sangre en un trozo de papel de filtro en un dispositivo que Abrams llamó dinamizador, que a su vez es conectado mediante cables a una batería de dispositivos y de ahí a la frente de un voluntario sano que debe mirar al oeste con una luz tenue. Presionando en su abdomen en busca de áreas de "embotamiento", la enfermedad del donante de sangre es diagnosticada por poderes. El análisis de la escritura también es usado para diagnosticar enfermedades.
Después de esto, el practicante puede usar un dispositivo especial denominado osciloclasto o cualquiera de los demás dispositivos para emitir vibraciones al paciente para intentar sanarlo.
Albert Abrams afirmaba poder detectar estas frecuencias y curar a la gente ajustando sus frecuencias. También afirmaba que el método era suficientemente sensible como para poder decir la religión de una persona simplemente a partir de una gota de sangre. Construyó trece dispositivos y se hizo millonario alquilándolos. La Asociación Médica Americana le describió como el "decano de los juguetes de charlatanes". Una comisión independiente de investigación de Scientific American probó en 1924 que todos sus aparatos eran inútiles.

## Valoración científica de la radiónica
Los dispositivos radiónicos contradicen principios básicos de la biología y la física y sus defensores no han propuesto ningún mecanismo de acción científicamente razonable. En ese sentido, el funcionamiento de estos aparatos se puede describir como mágico. No existe ninguna base biofísica verosímil para los "campos de energía" que proponen y ni los propios campos ni sus efectos terapéuticos han podido ser demostrados.

Ningún aparato radiónico ha sido encontrado eficaz en el diagnóstico o tratamiento de ninguna enfermedad, y la Administración de Alimentos y Medicamentos americana no reconoce ningún uso médico legítimo para ninguno de estos dispositivos. De acuerdo con David Helwig en La enciclopedia Gale de la medicina alternativa, "la mayoría de los médicos desechan la radiónica como charlatanería".
Internamente, un dispositivo radiónico es muy simple, e incluso puede no formar un circuito eléctrico funcional.